# 애덤 워런 (야구 선수)
애덤 패리시 워런(Adam Parrish Warren, 1987년 8월 25일 ~ )은 미국의 야구 선수로, 2016년 현재 미국 메이저 리그 뉴욕 양키스의 선수이다. 2015년 말에 시카고 컵스로부터 스탈린 카스트로를 받는 대가로 넘어갔으나 그 이듬해 트레이드 기한 때 아롤디스 찹만을 시카고 컵스로 보내는 대신 글레이버 토레스를 포함한 유망주들과 함께 다시 뉴욕 양키스로 돌아왔다.